# Centaurusarm

Zon
GC centrum van het Melkwegstelsel

De Centaurusarm of Scutum-Cruxarm is een van de vier grote spiraalarmen van het Melkwegstelsel. De Centaurusarm is naar het sterrenbeeld Centaurus genoemd, dat vanaf de Aarde gezien aan de nachtelijke hemel in de nabijheid van deze arm staat. De Centaurusarm bevindt zich tussen de Perseusarm en de Cygnusarm. De Melkweg heeft in totaal vier grote en minimaal twee kleinere armen.
De Centaurusarm bestaat uit twee delen. Het eerste deel van de arm die bij de kern van het Melkwegstelsel begint wordt de Scutumarm genoemd, maar verder naar buiten wordt de arm vaak de Cruxarm genoemd. Er komen in het deel van de Centaurusarm naar het centrum van de Melkweg veel gebieden met stervorming voor.
Centaurusarm · Cygnusarm · Orionarm · Perseusarm · Sagittariusarm